# Judo op de Olympische Zomerspelen 1964
Judo is een van de sporten die beoefend werden tijdens de Olympische Zomerspelen 1964 in Tokio, echter op deze Spelen stonden alleen wedstrijden voor de heren op het programma. De wedstrijden vonden plaats in het Nippon Budokan.

## Heren

### lichtgewicht (tot 68 kg)
| rang   | sporter           | land        |
| ------ | ----------------- | ----------- |
| Goud   | Takehide Nakatani | Japan       |
| Zilver | Eric Hänni        | Zwitserland |
| Brons  | Aron Bogoljoehov  | Sovjet-Unie |
| Brons  | Oleg Stepanov     | Sovjet-Unie |

### middengewicht (tot 80 kg)
| rang   | sporter          | land               |
| ------ | ---------------- | ------------------ |
| Goud   | Isao Okano       | Japan              |
| Zilver | Wolfgang Hofmann | Duits eenheidsteam |
| Brons  | James Bregman    | Verenigde Staten   |
| Brons  | Kim Eui-tae      | Zuid-Korea         |

### zwaargewicht (boven 80 kg)
| rang   | sporter              | land        |
| ------ | -------------------- | ----------- |
| Goud   | Isao Inokuma         | Japan       |
| Zilver | Alfred Harold Rogers | Canada      |
| Brons  | Ansor Kiknadse       | Sovjet-Unie |
| Brons  | Parnaos Tsjikviladse | Sovjet-Unie |

### alle categorieën (open klasse)
| rang   | sporter              | land               |
| ------ | -------------------- | ------------------ |
| Goud   | Anton Geesink        | Nederland          |
| Zilver | Akio Kaminaga        | Japan              |
| Brons  | Klaus Glahn          | Duits eenheidsteam |
| Brons  | Theodore Boronovskis | Australië          |

## Medaillespiegel
| Plaats | Land               | Goud | Zilver | Brons | Totaal |
| 1      | Japan              | 3    | 1      | 0     | 4      |
| 2      | Nederland          | 1    | 0      | 0     | 1      |
| 3      | Duits eenheidsteam | 0    | 1      | 1     | 2      |
| 4      | Canada             | 0    | 1      | 0     | 1      |
| 4      | Zwitserland        | 0    | 1      | 0     | 1      |
| 6      | Sovjet-Unie        | 0    | 0      | 4     | 4      |
| 7      | Australië          | 0    | 0      | 1     | 1      |
| 7      | Verenigde Staten   | 0    | 0      | 1     | 1      |
| 7      | Zuid-Korea         | 0    | 0      | 1     | 1      |
| Totaal | Totaal             | 4    | 4      | 8     | 16     |

Tokio 1964 · 
München 1972 · 
Montréal 1976 · 
Moskou 1980 · 
Los Angeles 1984 · 
Seoel 1988 · 
Barcelona 1992 · 
Atlanta 1996 · 
Sydney 2000 · 
Athene 2004 · 
Peking 2008 · 
Londen 2012 · 
Rio de Janeiro 2016  · 
Tokio 2020 · 
Parijs 2024 · 
Los Angeles 2028 
Medaillewinnaars
Atletiek · Basketbal · Boksen · Gewichtheffen · Hockey · Honkbal (demonstratie) · Judo · Kanovaren · Moderne vijfkamp · Paardensport · Roeien · Schermen · Schietsport · Schoonspringen · Turnen · Voetbal · Volleybal · Waterpolo · Wielersport · Worstelen · Zeilen · Zwemmen